# Rainy Day (groupe)
Rainy Day est un groupe suisse de schlager. Il est le représentant de la Suisse au Concours Eurovision de la chanson 1984.

## Histoire
Rainy Day se forme au printemps 1981 avec Rose Rengel, Franz Müller et Gerry Braukmann. Rose Rengel, après un apprentissage d'assistante dentaire, se forme à l'art dramatique, joue quelques rôles au théâtre et se consacre à la chanson avec le groupe. Franz Müller, à côté de son métier de commerçant, a une carrière artistique d'acteur, de musicien et de chanteur, notamment dans des groupes de rock. Gerry Braukmann est le chanteur, leader et producteur du groupe.
Selon la présentation pendant leur entrée sur la scène du Concours Eurovision 1984, ils ont choisi le nom du groupe, car ils se sont rencontrés un jour de pluie.
Rainy Day participe une première fois au concours de sélection pour représenter la Suisse au Concours Eurovision de la chanson 1982 avec la chanson El Dorado et perd.
Il remporte le concours de sélection le 5 février 1984 avec la chanson Welche Farbe hat der Sonnenschein?. À la fin des votes, elle obtient 30 points et finit à la seizième place sur dix-neuf participants. 
Franz Müller quitte le groupe peu après. Rose et Gerry s'associent avec Paul Schmidhauser et se font appeler Rose, Paul et Gerry. En 1985, ils obtiennent la quatrième place du concours de sélection pour le Concours Eurovision de la chanson 1985 avec Gioventù.
Franz Müller meurt à la fin des années 1980. De son côté, Rose Rengel devient auteure de contes pour enfants, accompagnées en musique par Gerry Braukmann et en 1992 chanteuse du groupe country suisse Sunday Skifflers jusqu'à sa dissolution en 2007.